# رالف لاو
رالف لاو (بالألمانية: Ralf Lau)‏ هو لاعب شطرنج ألماني، ولد في 19 أكتوبر 1959 في دلمنهورست في ألمانيا.

## وصلات خارجية
- رالف لاو على موقع الاتحاد الدولي للشطرنج (الإنجليزية)
- رالف لاو على موقع مباريات الشطرنج (الإنجليزية)
- رالف لاو على موقع 365Chess.com (الإنجليزية)
- رالف لاو على موقع Chesstempo.com (الإنجليزية)
- رالف لاو سجل أولمبياد الشطرنج على موقع OlimpBase.org (الإنجليزية)